# Insenatura di Koether

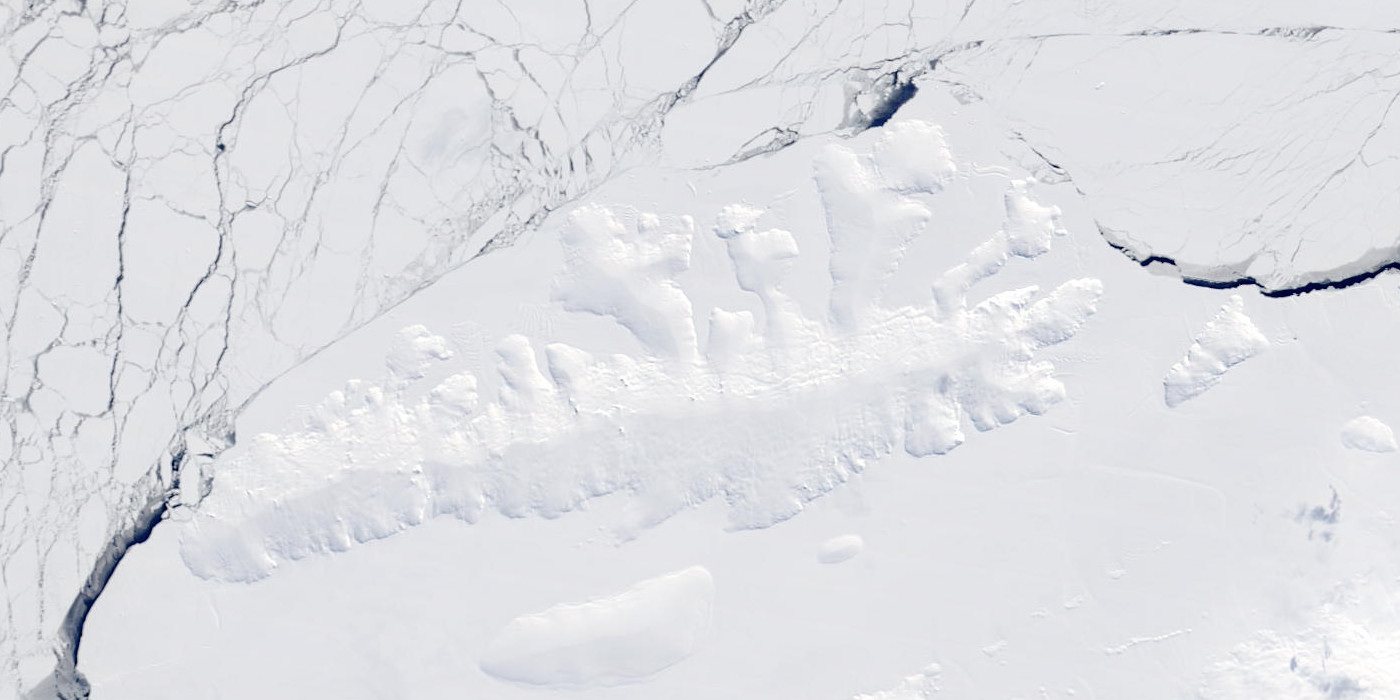
Un'immagine satellitare dell'isola Thurston.

L'insenatura di Koether è un'insenatura larga circa 14 km all'imboccatura e lunga 40, situata sull'isola Thurston, al largo della costa di Eights, nella Terra di Ellsworth, in Antartide. L'insenatura, che si estende in direzione nord-sud e la cui superficie è completamente ricoperta dai ghiacci, si trova in particolare tra la penisola Edwards, a ovest, e la penisola Evans, a est.

## Storia
L'insenatura di Koether è stata dapprima delineata nel gennaio 1960 grazie a sorvoli effettuati dallo squadrone VX-6 della marina militare statunitense e poi, nel febbraio 1960, è stata nuovamente fotografata durante voli in elicottero partiti dalla USS Burton Island e dalla USS Glacier e svolti su quest'area nel corso di una spedizione di ricerca della marina militare statunitense (USN) nel mare di Bellingshausen, ed è stata poi così battezzata dal Comitato consultivo dei nomi antartici in onore del guardiamarina Bernard Koether, ufficiale di rotta a bordo della USS Glacier durante la sopraccitata spedizione.